# Idioma mura-bohurá
El mura o bohurá es una lengua extinta de la familia mura hablada hasta principios del siglo XX junto al río en el sur del estado brasileño Amazonas.
Barboza Rodríguez menciona (1892) menciona que este grupo de la familia lingüística mura se autodenominaba Buhuraen, mientras que el padre Tastevin (1923) precisa que su autoetnónimo era buxwaray o buxwarahay.

## Aspectos históricos, sociales y culturales

### Historia
Los mura son mencionados por primera vez en 1714 en una carta de P. Bartholomeu Rodriges que los localiza en la orilla izquierda del río Madeira entre el Tora y el Unicoré, entre 6° y 7° 40' S de latitud. Permanecieron hostiles a la misión jesuítica fundada río abajo sobre donde desemboca el río Jamary, hacia 1725. Su desconfianza a los europeos se debía al secuestro por parte de un mercader portugués que poco antes había raptado a varios mura y los había vendido como esclavos. Durante casi todo el siglo XVIII los mura fueron hostiles a la penetración europea. La expedición de Joao de Souza al río Maderia en Mato Grosso fue atacada por los indígenas de la región y sufrió grandes pérdidas. Los mura evitaban la batalla abierta y se hicieron notable por sus emboscadas. En 1749, cuando la expedición de Joao Gongalves da Fonseca los encontró, los muro estaban asentados en un lago sobre la orilla derecha del río Maderia. Hacia 1768 había emigrado al norte del río Solimoes (Cudajaz). El hábitat original de los mura podría haber estado sobre el río Madeira más allá de las cataratas cerca de la desembocadura del río Jamary. Solo después de haber mejorado su técnica militar, se expandieron sobre el río Maderia hasta el río Purus y posteriormente al río Cudajaz (lat. 3°-7' S., long. 50°-63" W.). Tras su expansión la región de Autaz se convirtió en la base de su territorio, hasta principios del siglo XX, aunque existen pruebas arqueológicas de que la región había estado anteriormente ocupada por otros grupos. La máxima expansión territorial de los mura parece haberse alcanzado hacia 1774, y los colonos pidieron ayuda exterior para exterminarlos completamente. Los mura fueron atacados en más de una treintena de localidades por las tropas gubernamentales. Estas expediciones punitivas, aunque sangrientas no eran efectivas, y los mura continuaron con su belicosidad. Aunque en 1784 inesperadamente aceptaron un tratado de paz. En julio cinco muras aparecieron en Santo Antonio de Maripi, sobre el bajo río Japura y fueron seguidos por otros. Posiblemente las epidemias habían debilitado a los muras, o tal vez fue la presión de los mundurucú contra los mura. Tras la pacificación, los mura se habrían expandido río arriba a lo largo del Solimoes más allá de la frontera en Tabatinga.
A principios del siglo XIX, las relaciones con los europeos eran generalmente buenas, Canon Andre Fernandes de Souza menciona que los mura eran el único grupo respetado por los colonos y no menciona que existieran hostilidades. Sin embargo, posteriormente se reanudaron las hostilidades sobre el río Madeira. Durante el cabanagem, una revuelta que evolucionó hacia un alzamiento general de los indígenas, los esclavos y sirvientes mestizos contra los colonos blancos, los rebeldes se aliaron con los muras y junto con ellos saquearon la región. Muchos muras fueron derrotados y masacrados junto con los rebeldes entre 1834 y 1836. Tras esa rebelión las relaciones con los colonos se volvieron tensas. Un informe de 1852 del gobernador Tenreiro Aranha contiene quejas contra los muras que habían atacado a colonos indefensos. El gobernador envió refuerzos al puesto de Mataura y encargó a una patrulla fluvial contra las misiones establecidas. Ninguna de las misiones atacadas (Sao Pedro, Crato, Manicoré) sobrevivió. Los últimos ataques datan de 1855. El autor anónimo de Illustragao considera que los mura eran unos 60 mil tras la pacificación, aunque Martius que los visitó hacia 1820 considera que eran entre 30 mil y 40 mil. Las estimaciones de Albuquerque Lacerda sugieren que no había más de 3 mil muras hacia 1864. En 1926, Nimuendaju contabilizó 1390 muras establecidos en 26 localizaciones sobre los ríos Madeira, Autaz y Urubii. Para esa época el idioma mura ya no era la lengua vehicular entre ellos.

### Extinción lingüística
Tras su sometimiento por la fuerza en el siglo XIX, los mura empezaron a adoptar la língua geral amazônica. Cuando Martius visitó a los mura hacia 1820 la língua geral era poco usada, pero hacia 1850 era corriente y el mura era empleado solo para la comunicación intragrupal. Posteriormente el portugués y la língua geral se afianzaron y a principios de siglo XX la mayor parte de los mura usaban solo el portugués, y algunos grupos usaban intragrupalmente la língua geral y muy ocasionalmente algunas personas conocían el mura. El mura solo está documentado en tres vocabularios publicados por Martins (1867), Nimuendaju y Valle Bentes (1923) y Nimuendaju (1925, 1932).

## Descripción lingüística
Tastevin proporciona algunas expresiones en la lengua:
bohura 'Río Manicoré'
bhurai-ada ~ bohuarai-arase 'idioma mura (= bohura)'
nahi huxwara araha 'ese es un mura'
yane abahi araha buxwardi 'todos nosotros somos mura'